# Робик
Ро́бик — учебный язык программирования, созданный в СССР для обучения основам программирования школьников младших классов (8—11 лет). Язык был разработан в 1975 году, а затем доработан для включения в систему программного обеспечения «Школьница» для компьютера «Агат». В учебных планах применялся в паре с более развитым языком — Рапирой, изучение которого следовало после обучения Робику. Основной разработчик — Геннадий Звенигородский.
В языке используется алголоподобный синтаксис, построенный на русской лексике. Особенностью языка является использование понятия «исполнителя» — некоторого объекта, функционирующего в определённой «среде», своей для каждого исполнителя. Предоставлена возможность создавать и удалять экземпляры исполнителей различного типа. Каждый тип исполнителя имеет свой набор команд, который расширяет набор команд языка. Типичные «исполнители» из учебных программ — графические «Муравей» и «Маляр», снабжённые командами перемещения по клеточному полю и закрашиванию клеток.

## Пример
Команда открытия окна выглядит так:
```
ОТКРЫТЬ ОКНО
```